# Decorah
Decorah är en stad (city) i Winneshiek County, i delstaten Iowa, USA. Enligt United States Census Bureau har staden en folkmängd på 8 118 invånare (2011) och en landarea på 18,2 km². Decorah är huvudort i Winneshiek County.